# Иларий (схимонах)
Иларий (в схиме — Илия; ок. 1796 — 1863) — священнослужитель РПЦ; игумен Николо-Угрешского монастыря Русской православной церкви.

## Биография
Родился около 1796 года в городе Молога Ярославской губернии. В 1817 году, пожелав посвятить свою жизнь служению Богу, поступил сперва в Белобережную пустынь, затем перешел в Коневский монастырь, а в августе 1821 года был переведён в Соловецкий монастырь, где в 1823 году принял пострижение в монахи (постриг был совершён архимандритом Макарием), в 1827 году был возведен в сан иеродиакона, а в 1829 году в иеромонаха. 
В 1830 году Иларий перешел в Александро-Свирский монастырь; через два года — в Козельскую пустынь. В 1834 году он был назначен в Вологодский Спасокаменный монастырь и в том же году, в марте, переведен настоятелем в угрешский Николаевский монастырь, Московской епархии. 
Митрополит Филарет посвятил Илария 4 сентября 1834 года во игумена. 16 ноября 1852 года отец Иларий, по собственному прошению, был уволен на покой в Николо-Пешношский монастырь. Человек строгой жизни, он скоро удалился в Гефсиманский скит, где принял схиму с именем Илии и жил до самой кончины 3 июля 1863 года.